# Najbardziej niewiarygodne...
Najbardziej niewiarygodne... (duń. Det Utroligste, ang. The Most Extraordinary Thing) – baśń literacka autorstwa Hansa Christiana Andersena, wydana po raz pierwszy w przekładzie na język angielski we wrześniu 1870 roku.

## Publikacja
Andersenowska baśń literacka Najbardziej niewiarygodne... została po raz pierwszy opublikowana w przekładzie na angielski na łamach czasopisma „The Riverside Magazine for Young People”, wydanego przez wydawnictwo Hurd & Houghton w Nowym Jorku, we wrześniu 1870 roku.
Pierwsze duńskie wydanie ukazało się w miesięczniku „Nyt dansk Maanedsskrift” w październiku 1870 (nr 1. z 1871, str. 49–52). Kolejne dwa wydania ukazały się w duńskich antologiach za życia pisarza: w marcu 1872 oraz w grudniu 1874 roku.

## Polskie przekłady
Baśń była kilkakrotnie tłumaczona na język polski:
- 1931 – Najnieprawdopodobniejsza historia: Stefania Beylin (tłum.): Baśnie. Warszawa. Brak numerów stron w książce (w wyd. z 1956 Historia najmniej prawdopodobna)
- 1938 – Najnieprawdopodobniejsze zdarzenie: Adam Przemski (tłum.): Bajki. Kraków. Brak numerów stron w książce
- 2006 – Najbardziej niewiarygodne...: Bogusława Sochańska (tłum.): Baśnie i opowieści. Tom III 1862–1873. Poznań. s. 278–280. ISBN 978-83-7278-194-9. (z oryginału duńskiego)

## Fabuła
Streszczenia dokonano na podstawie wersji duńskiej.

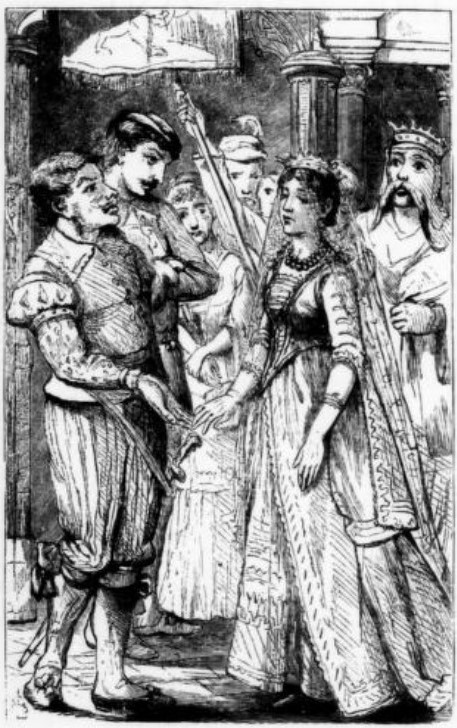
Ilustracja z pierwszego wydania z 1870 roku

Król ogłasza, że ten, kto zrobi coś najbardziej niesamowitego, dostanie rękę królewny i połowę królestwa. Zarówno młodzi, jak i starzy ludzie próbują wymyślić coś niezwykłego. Dwóch z nich objada się na śmierć, a jeden upija się na śmierć, myśląc, że to wystarczy, by wygrać. Chłopcy z ulicy ćwiczą plucie sobie samemu na plecy, co uważają za najbardziej niezwykłe.
W wyznaczonym dniu każdy prezentuje swoje niesamowite osiągnięcie przed specjalnym jury. Przygotowana wystawa pełna jest niezwykłych rzeczy. Wszyscy uznają, że najbardziej niesamowitym dziełem jest ogromny zegar pokojowy z ruchomymi figurami i scenami. Przy każdym uderzeniu zegara ukazują się ruchome obrazy odpowiadające godzinie.
O pierwszej godzinie pojawia się biblijny Mojżesz, który wypisuje pierwsze przykazanie na kamiennych tablicach. O drugiej godzinie ukazuje się rajski ogród, gdzie Adam i Ewa są szczęśliwi bez żadnego majątku. O trzeciej godzinie przychodzą Trzej Królowie, z których jeden jest czarnoskóry, ponieważ słońce go opaliło. O czwartej godzinie ukazują się cztery pory roku z odpowiednimi symbolami i opowieściami. O piątej godzinie pokazują się zmysły pod różnymi symbolicznymi postaciami. O szóstej godzinie grający w kości wyrzuca szóstkę. Następnie pokazują się albo: siedem dni tygodnia, albo siedem grzechów głównych, obserwujący nie są pewni. O dziewiątej godzinie pojawiaja się dziewięć muz, które reprezentują różne dziedziny sztuki i nauki... O północy strażnik miejski śpiewa pieśń o narodzinach Chrystusa, kończąc pokaz zegara.
Gdy artysta śpiewa, z jego ust wyrastają róże, które zmieniają się w główki aniołów z tęczowymi skrzydłami. Wszyscy ludzie zachwycają się cudem, które uważają za coś niesłychanego. Artysta to młody, dobry człowiek, który kocha dzieci, jest wiernym przyjacielem i pomaga biednym rodzicom.
W dniu rozstrzygnięcia konkursu całe miasto świętuje, a księżniczka zasiada na tronie. Sędziowie spoglądają przychylnie na młodego artystę, który stoi radosny i pewny zwycięstwa. Nagle pojawia się długi i chudy osiłek, który woła, że teraz on dokona czegoś niesłychanego. Siłacz rozbija zegar wielką siekierą, niszcząc go. Mówi, że właśnie udowodnił, iż jego czyn jest najbardziej niezwykły.
Sędziowie zgadzają się, że zniszczenie takiego arcydzieła to faktycznie coś niesłychanego. Ludzie powtarzają to samo, więc osiłek ma poślubić księżniczkę i dostać połowę królestwa, bo prawo to prawo. Miasto szykuje się do ślubu, chociaż księżniczka nie jest z tego zadowolona. W kościele wszystko gotowe, a pan młody dumnie kroczy, jakby nikt nie mógł go złamać. Nagle wielkimi drzwiami wchodzi z hukiem zegarowe dzieło sztuki i staje między parą młodą.
Wszystkie postacie z zegara ożywają: najpierw Mojżesz, który rzuca kamienne tablice pod nogi pana młodego i mówi, że nie może ich podnieść, bo zostały mu odrąbane ramiona. Następnie pojawiają się pierwsi rodzice, Mędrcy ze Wschodu oraz cztery pory roku, które wyrzucają panu młodemu jego czyn, ale on się nie wstydzi. W końcu wychodzi strażnik z zegara i uderza pana młodego buławą w czoło, mówiąc, że kara została wymierzona. Całe dzieło sztuki znika, a księżniczka ogłasza, że prawdziwym jej mężem ma być twórca arcydzieła, co wszyscy przyjmują z radością.